# Pseudaneitea campbellensis
Pseudaneitea campbellensis är en snäckart som beskrevs av Burton 1963. Pseudaneitea campbellensis ingår i släktet Pseudaneitea och familjen Athoracophoridae. Inga underarter finns listade i Catalogue of Life.